# Snoegen

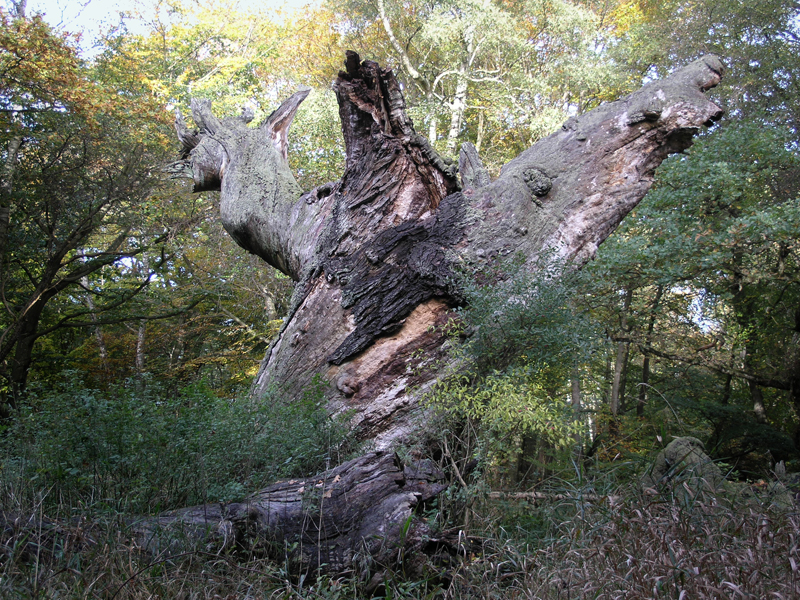
Snoegen

De Snoegen was een zomereik in het bos Jægerspris Nordskov, liggende nabij de stad Jægerspris in Denemarken. De Snoegen staat in hetzelfde bos als de Kongeegen en de Storkeegen. Sinds 1991 is de boom niet meer uitgelopen maar de stam staat nog overeind. De stam is gedraaid en aan deze stamvorm heeft Snoegen zijn naam te danken. In 1990 bedroeg de omtrek van de stam 8,90 meter.
Naar schatting was de boom tussen de 600 en 700 jaar oud al wordt de boom soms ouder of jonger ingeschat waarbij de schattingen tussen de 400 en 850 jaar liggen.